# San Jerónimo Coatlán
San Jerónimo Coatlán är en kommun i Mexiko.   Den ligger i delstaten Oaxaca, i den sydöstra delen av landet, 400 km sydost om huvudstaden Mexico City.
Följande samhällen finns i San Jerónimo Coatlán:
- San Cristóbal Honduras
- Las Palmas
- Llano de León
- El Progreso
- El Mirador
- Río Piedra
- La Juquilita